# Lovagny
Lovagny är en kommun i departementet Haute-Savoie i regionen Auvergne-Rhône-Alpes i sydöstra Frankrike. Kommunen ligger i kantonen Annecy-Nord-Ouest som tillhör arrondissementet Annecy. År 2022 hade Lovagny 1 297 invånare.

## Befolkningsutveckling
Antalet invånare i kommunen Lovagny
| Referens: INSEE |